# Liste der brasilianischen Botschafter in Russland

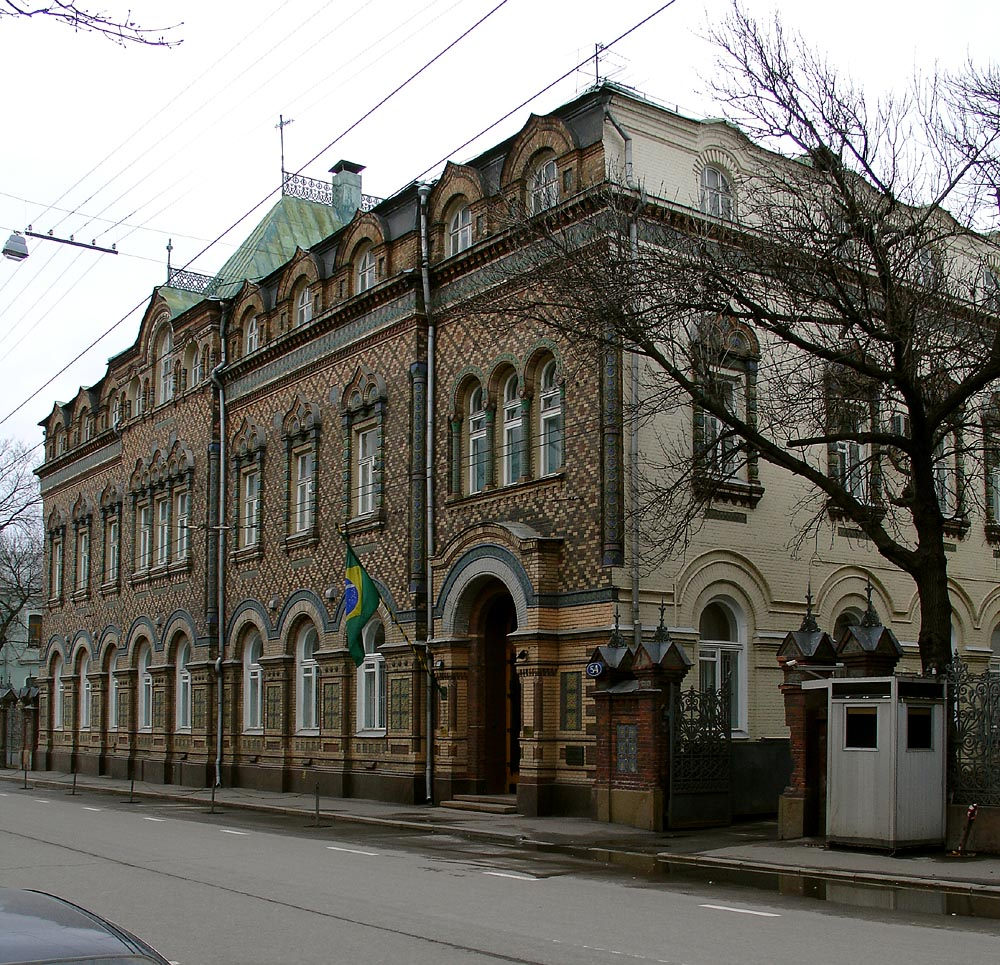
Die Botschaft befindet sich in der Bolshaya Nikitskaya Street 54 in Moskau.

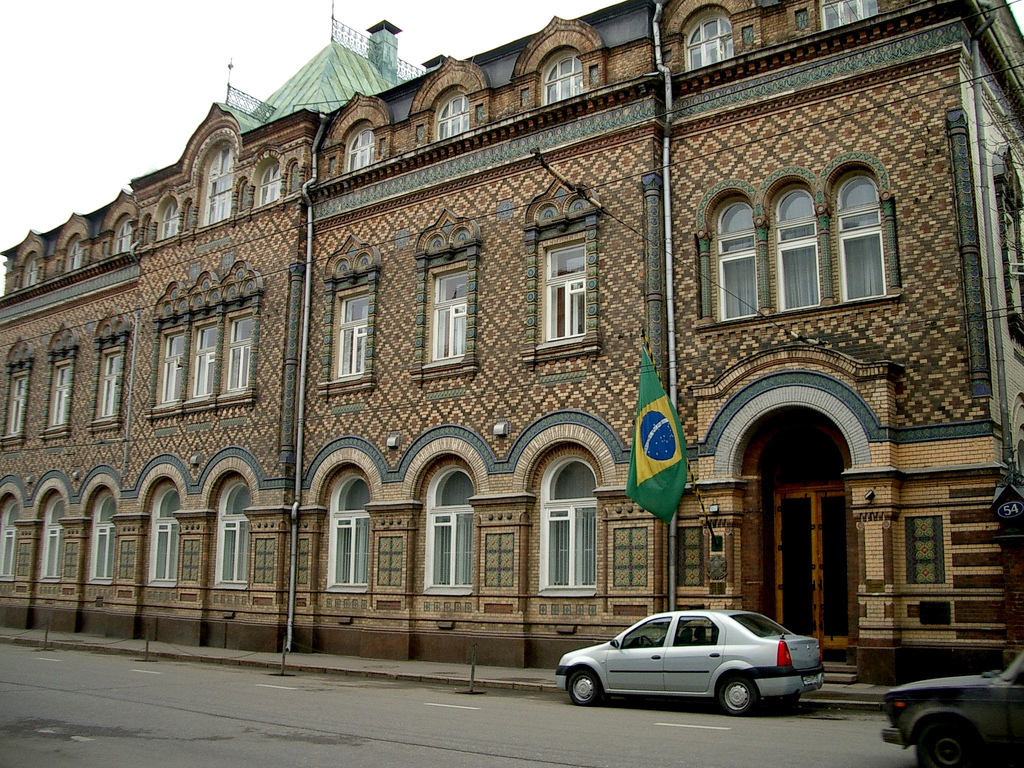
Die Botschaft ist seit 1963 in einem Gebäude untergebracht, das 1875 nach Plänen von Alexander Kaminsky für die Unternehmerin Anna Lopatina erstellt wurde.

Liste der brasilianischen Botschafter in Russland.

## Botschafter
| Ernannt       | Name                                    | Bemerkungen | ernannt während der Regierung von    | akkreditiert während der Regierung von | Posten verlassen |
| ------------- | --------------------------------------- | --- | ------------------------------------ | -------------------------------------- | ---------------- |
| 1. Juli 1946  | Mário de Pimentel Brandão               | | Eurico Gaspar Dutra                  | Josef Stalin                           | 20. Okt. 1947    |
| 21. Okt. 1947 |                                         | ohne diplomatische Vertretung | João Goulart                         | Nikita Sergejewitsch Chruschtschow     | 8. Jan. 1962     |
| 1962          | Roberto Luiz Assumpção de Araújo        | Geschäftsträger | João Goulart                         | Nikita Sergejewitsch Chruschtschow     |                  |
| 1962          | José Murillo de Carvalho                | Geschäftsträger | João Goulart                         | Nikita Sergejewitsch Chruschtschow     |                  |
| 1962          | Luiz de Almeida Nogueira Pôrto          | Geschäftsträger | João Goulart                         | Nikita Sergejewitsch Chruschtschow     |                  |
| 25. Apr. 1962 | Vasco Tristão Leitão da Cunha           | | João Goulart                         | Nikita Sergejewitsch Chruschtschow     | 14. Feb. 1964    |
| 1964          | Miguel Alvaro Osório de Almeida Almeida | Geschäftsträger | João Goulart                         | Leonid Iljitsch Breschnew              |                  |
| 14. März 1964 | Henrique Rodrigues Valle                | | João Goulart                         | Leonid Iljitsch Breschnew              | 19. Jan. 1969    |
| 1969          | Armindo Branco Mendes Cadaxa            | Geschäftsträger | Emílio Garrastazu Médici             | Leonid Iljitsch Breschnew              |                  |
| 6. März 1969  | Ilmar Penna Marinho                     | | Emílio Garrastazu Médici             | Leonid Iljitsch Breschnew              | 1974             |
| 1974          | Celso Antonio de Souza e Silva          | (* 28. September 1924 in Rio de Janeiro † 1. März 2000 ebenda) 1967 Leiter der brasilianischen Delegation zur UN-Abrüstungskonferenz 1986 bis 1989: Ambassador to the Court of St James’s Herausgeber des Journals do Braal | Ernesto Geisel                       | Leonid Iljitsch Breschnew              | 9. März 1975     |
| 10. März 1975 | José Murillo de Carvalho                | Geschäftsträger | Ernesto Geisel                       | Leonid Iljitsch Breschnew              | 15. Apr. 1975    |
| 16. Apr. 1975 | Celso Antonio de Souza e Silva          | | Ernesto Geisel                       | Leonid Iljitsch Breschnew              | 19. Okt. 1975    |
| 20. Okt. 1975 | Arrhenius Fábio Machado de Freitas      | Geschäftsträger | Ernesto Geisel                       | Leonid Iljitsch Breschnew              | 3. Nov. 1975     |
| 4. Nov. 1975  | Celso Antonio de Souza e Silva          | | Ernesto Geisel                       | Leonid Iljitsch Breschnew              | 1979             |
| 1982          | Ronaldo Motta Sardenberg                | Geschäftsträger | João Baptista de Oliveira Figueiredo | Leonid Iljitsch Breschnew              | 1984             |
| 1985          | Ronaldo Motta Sardenberg                | | José Sarney                          | Michail Sergejewitsch Gorbatschow      | 1989             |
| 26. Jan. 1990 | Sebastião do Rego Barros Netto          | | Fernando Collor de Mello             | Michail Sergejewitsch Gorbatschow      | Dez. 1994        |
| 1995          | Thereza Maria Machado Quintella         | | Fernando Henrique Cardoso            | Boris Nikolajewitsch Jelzin            | 2001             |
| 2001          | José Viegas Filho                       | | Fernando Henrique Cardoso            | Wladimir Wladimirowitsch Putin         | 2003             |
| 2004          | Carlos Augusto Rego Santos Neves        | | Luiz Inácio Lula da Silva            | Wladimir Wladimirowitsch Putin         | 2008             |
| 22. Apr. 2008 | Carlos Antonio da Rocha Paranhos        | | Luiz Inácio Lula da Silva            | Dmitri Anatoljewitsch Medwedew         | 4. Juni 2010     |
| 14. Aug. 2013 | Antonio José Valim Guerreiro            | | Dilma Rousseff                       | Dmitri Anatoljewitsch Medwedew         |                  |